# Лесовое (Харьковская область)
Лесовое (укр. Лісове), до 2024 года — Первухинка, село,
Гутянский поселковый совет,
Богодуховский район,
Харьковская область.
Код КОАТУУ — 6320855302. Население по переписи 2001 г. составляет 664 (293/371 м/ж) человека.

## Географическое положение
Село Первухинка находится в 2-х км от пгт Гуты на краю большого лесного массива (дуб, сосна).

## История
- 1919 — дата основания.

## Экономика
- В селе есть машинно-тракторные мастерские, пчёл-разводный комплекс, лесоперерабатывающие пило-рамы.

## Объекты социальной сферы
- Детский сад.
- Детский дом.
- Первухинская амбулатория семейной медицины.

## Достопримечательности
- Могила Наумова П.М., советского воина и Памятный знак воинам-односельчанам 1941—1945 гг.
- На удалении 800 м от села — Могила Арнацкой Н., советской партизанки.